# 克伊克
克伊克（荷蘭語：Cuijk，荷蘭語：[kœyk] ⓘ）是荷蘭北布拉班特省的一個市鎮，位於荷蘭東南部。克伊克是奈梅亨郊外的通勤城市之一。

## 外部連結
- 维基共享资源上的相關多媒體資源：克伊克
- 官方网站